# KW Titans
Kitchener-Waterloo Titans, más conocido como KW Titans es un equipo de baloncesto canadiense que juega en la NBL Canadá, la primera competición profesional de su país. Tiene su sede en la ciudad de Kitchener, Ontario, y disputa sus partidos como local en el Kitchener Memorial Auditorium, con capacidad para 7.312 espectadores.

## Historia
El 28 de junio de 2016, la Liga Nacional de Baloncesto de Canadá anunció una expansión para añadir un nuevo equipo que representara a la región de Waterloo en Ontario, mientras todavía estaba en el proceso de negociar un contrato de arrendamiento con el Kitchener Memorial Auditorium. El nuevo grupo de propietarios estaba compuesto por varias empresas locales, con la participación mayoritaria de Ball Construction y las participaciones minoritarias de Innosoft Canada y el empresario local Leon Martin.
El nombre del equipo se eligió mediante un concurso popular, y el elegido, Titans, fue anunciado el 29 de julio. El 23 de agosto, los Titans confirmaron que disputarían sus partidos como local en el Kitchen Aud, mientras quer también se anunció el nombre del que iba a ser el primer entrenador del equipo, Serge Langis, la forma de los primeros jugadores y el diseño de los nuevos uniformes.